# Filaret av Moskva
Patriark Filaret av Moskva (ursprungligt namn Fjodor Nikititj Romanov) (ryska: Фёдор Ники́тич Романов), född 1553, död 1633, var patriark av Moskva och förmyndare/samregent över Ryssland med sin son Mikael Romanov under perioden 1613–1633. Han var gift med Ksenija Sjestova.
Genom släktskap med tsarfamiljen och med sin begåvning och bildning spelade han redan tidigt en framträdande roll och var omkring 1587–1592 ståthållare i Nizjnij Novgorod och 1593–1594 i Pskov samt brukades flitigt i militära värv. 1590 var han överbefälhavare mot svenskarna. Filaret var tronkandidat vid kungavalet 1598, men undanträngdes av Boris Godunov och förvisades 1601 som "munken Filaret" till Antoniev-Sjiskaklostret i guvernementet Archangelsk. Efter att ha blivit befriad efter Boris död blev han av den förste Falske Dmitrij upphöjd till metropolit av Rostov 1605 och av den andre till patriark 1609. Han var 1610–1611 sändebud i Polen, där han i april 1611 blev fängslad och först efter åtta år frigiven. Återkommen till Ryssland i juni 1619, där hans son Mikael Romanov under hans frånvaro valts till tsar, mottogs han med jubel och höll ett triumfartat intåg i Moskva, vigdes till patriark och intog en medregents ställning ända till sin död.
Han förbättrade administrationen, införde en rättvisare beskattning, påbörjade en omorganisation av armén efter västerländskt mönster, uppmuntrade hantverk, handel och bergsbruk, inkallade utländska ingenjörer och arbetare. Som patriark styrde han kyrkan med fast hand, reformerade dess styrelse och bekämpade skoningslöst alla avvikelser från dess lära. Utlänningar med undantag av de ej tålda romerska katolikerna åtnjöt dock begränsad religionsfrihet.